# Ecdyonurus criddlei
Ecdyonurus criddlei är en dagsländeart som först beskrevs av Mcdunnough 1927.  Ecdyonurus criddlei ingår i släktet Ecdyonurus och familjen forsdagsländor. Inga underarter finns listade i Catalogue of Life.